# Années 920
Les années 920 couvrent la période de 920 à 929.

## Événements
- 923-936 :  dynastie des Tang postérieurs en Chine.
- 924 : les Kirghiz sont chassés de Mongolie par les Khitans[1].
- 926 : l'empire kithan établit son autorité en Mandchourie[1].
- 928 : la paix rétablie avec les Bulgares, les Byzantins profitent de la décadence abbasside pour attaquer les musulmans en Arménie, dont ils prennent la capitale Theodosiopolis (Erzurum), probablement en 931 et vers l’Euphrate. Leur progression est cependant ralentie par la résistance des émirs de Mossoul et d’Alep jusqu’en 961[2].

### Europe
- Vers 920 : 
  - dans l'Empire carolingien, les églises obtiennent de frapper monnaie à leur marque propre[3].
  - apparition de l’hérésie dualiste des Bogomiles en Bulgarie[4].
  - achèvement de la bible de León , dite de 920[5].
- 921 : occupation partielle de la Bretagne par les Normands de Ragenold[6].
- 921-922 : voyage d’Ibn Fadlân chez les Bulgares de la Volga. Il décrit les funérailles d’un chef Rús sur les bords de la Volga[7].

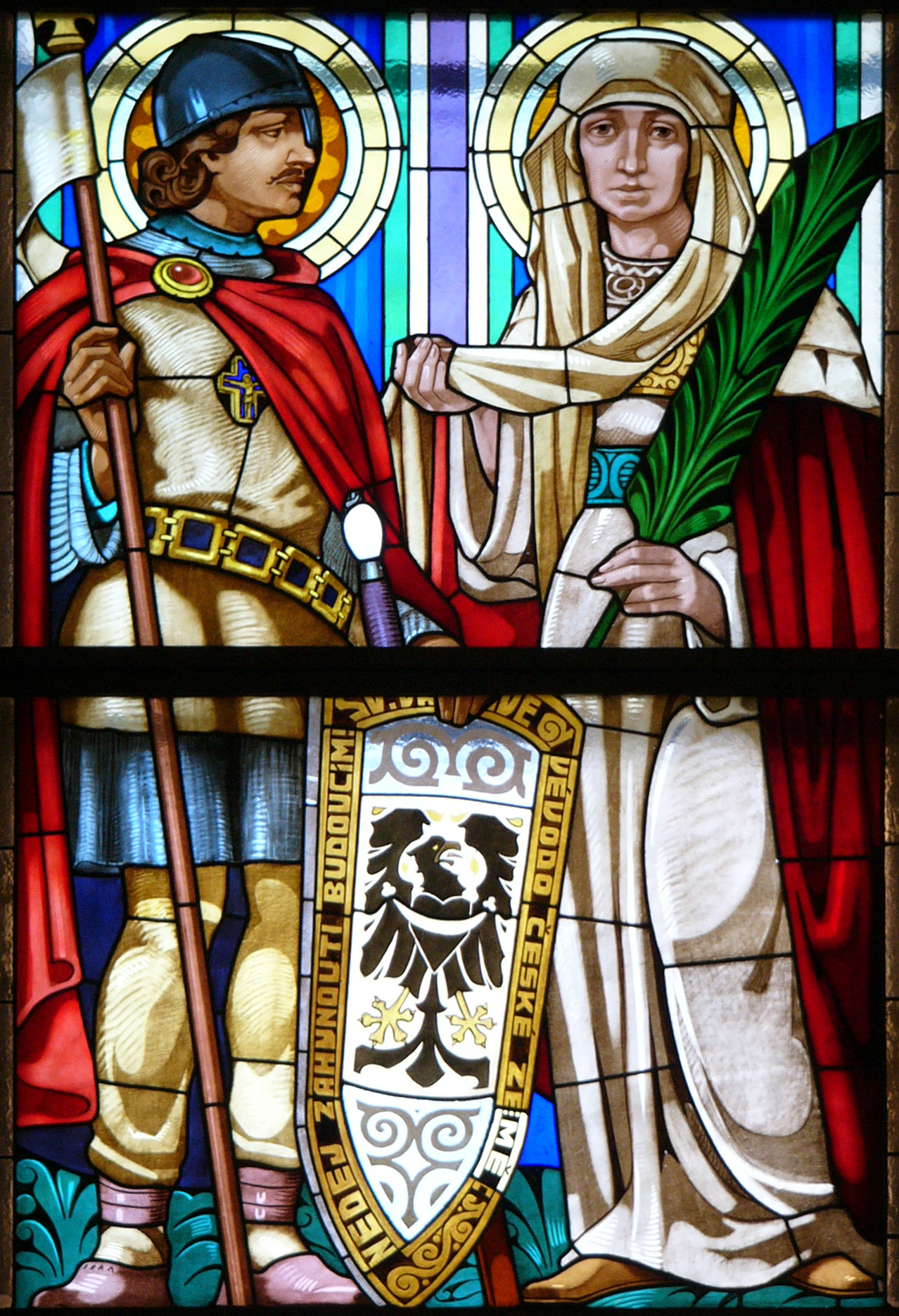
Ludmila et Venceslas de Bohême, vitrail de l'Église Saint Cyrille et Méthode d'Olomouc, début du XXe siècle.

- 921-929/935 : règne de Venceslas de Bohême ; il favorise le christianisme en Bohême[8].
- 924 : paix entre l'empire byzantin et les Bulgares[2].
- 924-962 : vacance impériale de la mort de Bérenger de Frioul, roi d'Italie et dernier empereur carolingien jusqu'à l'avènement d'Otton Ier[9].
- 926-942 : Odon, abbé de Cluny, fait de Cluny de le centre de la réforme monastique. Il écrit Occupatio quii retrace l'histoire du salut et une hagiographie de Géraud d'Aurillac indiquant comment les hommes peuvent assurer leur salut sans entrer en religion mais en joignant leurs prières à celles des moines. Il compose des hymnes et des antiennes[10],[11].
- 929-1031 : califat de Cordoue[12].

- Raids des Hongrois (Pavie, Provence et vallée du Rhône, 924[13], Voncq, 926[14]), des Vikings (Clermont 923, Étampes 925, Fauquembergues 926[15]) et des Sarrasins (Marseille, 923[16]) en Europe occidentale.

## Personnages significatifs
- Abd al-Rahman III
- Æthelstan
- Alphonse IV de León
- Bérenger Ier de Frioul
- Boleslav Ier de Bohême
- Gislebert de Lotharingie
- Henri Ier de Germanie
- Hugues d'Arles
- Ludmila de Bohême
- Odon de Cluny
- Pierre Ier de Bulgarie
- Ragenold de Nantes
- Raoul de France
- Robert Ier de France
- Romain Ier (empereur byzantin)
- Siméon Ier de Bulgarie
- Venceslas Ier de Bohême (duc)